# Mansoa alliacea
Mansoa alliacea är en katalpaväxtart som först beskrevs av Jean-Baptiste de Lamarck, och fick sitt nu gällande namn av Alwyn Howard Gentry. Mansoa alliacea ingår i släktet Mansoa och familjen katalpaväxter. Inga underarter finns listade i Catalogue of Life.

## Bildgalleri

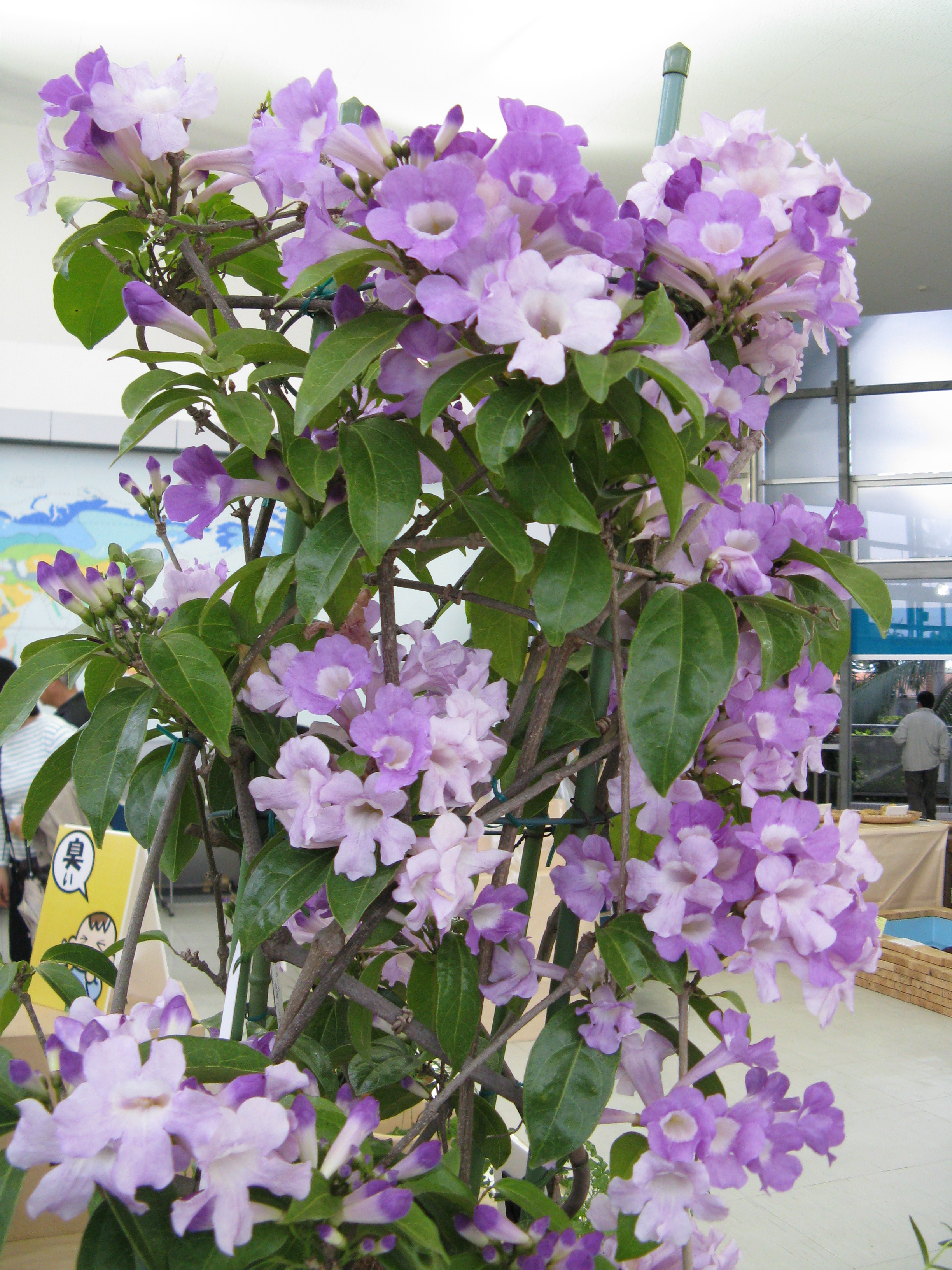